# Cassidy Klein
Cassidy Klein (San Francisco, California; 29 de mayo de 1991) es una actriz pornográfica retirada estadounidense.

## Biografía
Cassidy Klein, nombre artístico de Chelsea Brooke Wallace, nació en mayo de 1991 en la ciudad de San Francisco, California, en una familia de ascendencia británica (inglesa y escocesa), irlandesa, alemana y cubana. Creció en el Condado de Orange. Durante el instituto realizó teatro y baile, especialmente ballet.
Antes de entrar en la industria del entretenimiento para adultos, Cassidy consiguió pequeños trabajos como asistente y niñera, hasta que decidió ponerse en contacto con una agencia, con la que dio el primer paso para convertirse en actriz porno.
Debutaría como actriz porno en enero de 2014, a los 23 años de edad, inicialmente con el pseudónimo de Bridget Bond. En mayo de ese año se lo cambiaría a su nombre artístico actual.
Ha trabajado para productoras como New Sensations, Evil Angel, Zero Tolerance, Sweetheart Video, Lethal Hardcore, Girlfriends Films, Devil's Film, 3rd Degree, 21Sextury, Naughty America, Nubile Films o Pure Play Media, entre otras.
En 2016 estuvo nominada en los Premios AVN y XBIZ en sus respectivas categorías de Mejor actriz revelación.
En 2017 se llevó el Premio XBIZ a la Mejor actriz en película de sexo en pareja por New Beginnings.
Algunas películas de su filmografía son Perverse Teenage Massage, Wanted, A Hotwife Blindfolded 2, Anal Cuties 3, Cum Swallowing Teens, Evil Amateurs, I Seduced My Brother, New Anal Recruits 2 o Seduced by a Real Lesbian 15.
Ha grabado más de 460 películas como actriz.

## Premios y nominaciones
| Año  | Ceremonia    | Resultado | Premio                                                 | Trabajo                                   |
| ---- | ------------ | --------- | ------------------------------------------------------ | ----------------------------------------- |
| 2016 | Premios AVN  | Nominada  | Mejor actriz revelación                                | —                                         |
| 2016 | Premios XBIZ | Nominada  | Mejor actriz revelación                                | —                                         |
| 2017 | Premios AVN  | Nominada  | Mejor actriz                                           | Little Red: A Lesbian Fairy Tale          |
| 2017 | Premios AVN  | Nominada  | Premio fan: Culo más épico                             | —                                         |
| 2017 | Premios XBIZ | Nominada  | Artista femenina del año                               | —                                         |
| 2017 | Premios XBIZ | Nominada  | Mejor actriz en película lésbica                       | Telepathy: A Mantis Origin Story          |
| 2017 | Premios XBIZ | Nominada  | Mejor actriz en película lésbica                       | Little Red: A Lesbian Fairytale           |
| 2017 | Premios XBIZ | Ganadora  | Mejor actriz en película de sexo en pareja             | New Beginnings                            |
| 2017 | Premios XBIZ | Nominada  | Mejor actriz protagonista                              | New Beginnings                            |
| 2017 | Premios XBIZ | Nominada  | Mejor escena de sexo en película lésbica               | Telepathy: A Mantis Origin Story          |
| 2018 | Premios AVN  | Nominada  | Mejor actriz                                           | Conflicted                                |
| 2018 | Premios AVN  | Nominada  | Premio fan: Artista femenina favorita                  | —                                         |
| 2018 | Premios XBIZ | Nominada  | Mejor actriz en película parodia                       | Conflicted                                |
| 2018 | Premios XBIZ | Nominada  | Mejor escena de sexo en película parodia               | How I Fucked Your Mother: A DP XXX Parody |
| 2018 | Premios XBIZ | Nominada  | Mejor escena de sexo en película de parejas o temática | The Darker Side of Desire                 |